# Liste der Biografien/Pret
Liste der Biografien |
Portal Biografien |
Personensuche
# |
A |
B |
C |
D |
E |
F |
G |
H |
I |
J |
K |
L |
M |
N |
O |
P |
Q |
R |
S |
T |
U |
V |
W |
X |
Y |
Z |
?
 
Pa |
Pc |
Pe |
Pf |
Ph |
Pi |
Pj |
Pk |
Pl |
Pm |
Pn |
Po |
Pr |
Ps |
Pt |
Pu |
Pv |
Pw |
Py
 
Pra |
Prc |
Pre |
Pri |
Prj |
Prk |
Prl |
Pro |
Prp |
Prs |
Prt |
Pru |
Prv |
Pry |
Prz
 
Prea |
Preb |
Prec |
Pred |
Pree |
Pref |
Preg |
Preh |
Prei |
Prej |
Prek |
Prel |
Prem |
Pren |
Preo |
Prep |
Prer |
Pres |
Pret |
Preu |
Prev |
Prew |
Prex |
Prey |
Prez
Die Liste der Biografien führt alle Personen auf, die in der deutschsprachigen Wikipedia einen Artikel haben. Dieses ist eine Teilliste mit 95 Einträgen von Personen, deren Namen mit den Buchstaben „Pret“ beginnt.

## Pret

### Prete
- Prete, Franco (1933–2008), italienischer Initiator der multinationalen Künstlergruppe und dem Verlag Origine, in deren Rahmen er als Dichter und Schriftsteller tätig war
- Prete, Giancarlo (1942–2001), italienischer Schauspieler
- Prete, Herrad (* 1933), deutsche Malerin
- Prete, Joshua (* 1991), australischer Straßenradrennfahrer
- Pretelli, Martina (* 1988), san-marinesische Leichtathletin und Olympiateilnehmerin

### Preti
- Preti, Fabiano (* 1978), italienischer Fußballschiedsrichterassistent
- Preti, Francesco Maria (1701–1774), italienischer Architekt
- Preti, Gaetano (1891–1963), italienischer Turner
- Preti, Luigi (1914–2009), italienischer Politiker
- Preti, Mattia (1613–1699), italienischer Freskenmaler des Barocks und Ordensritter der MalteserMattia Preti (1613–1699)

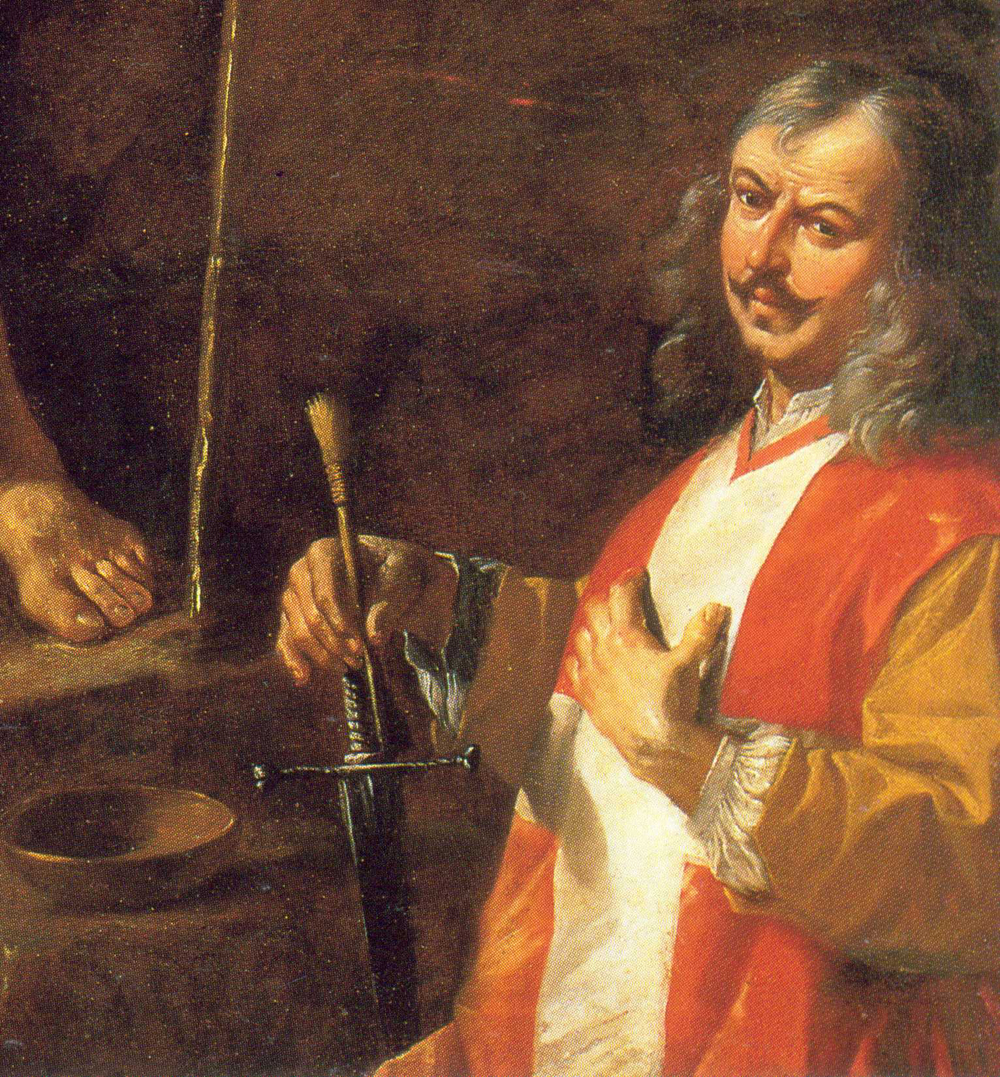
Mattia Preti (1613–1699)

- Pretinha (* 1975), brasilianische Fußballspielerin
- Pretis-Cagnodo, Sisinio von (1828–1890), österreichischer Beamter und Politiker

### Pretl
- Pretlack, Johann Franz von (1708–1767), katholischer Reichs-Generalfeldzeugmeister sowie k.k. Gesandter und k.k. General der Kavallerie
- Pretlack, Johann Rudolf Victor von (1668–1737), deutscher General der Kavallerie und Generalfeldmarschall-Lieutenant

### Pretn
- Pretnar, Boris (* 1978), slowenischer Eishockeyspieler
- Pretnar, Klemen (* 1986), slowenischer Eishockeyspieler
- Pretnar, Špela (* 1973), slowenische Skirennläuferin

### Preto
- Preto, André (* 1993), portugiesischer Fußballtorhüter
- Preto, José Ramos (1871–1949), portugiesischer Jurist und Politiker
- Preto, Philipp (* 2001), deutscher Eishockeyspieler
- Pretolesi, Luca, italienischer Musiker, Musikproduzent, DJ und Tontechniker
- Pretorius, Albert, südafrikanischer Schauspieler
- Pretorius, Alexandra (* 1996), kanadische Skispringerin
- Pretorius, Andries (1798–1853), burischer Politiker und VoortrekkerAndries Pretorius (1798–1853)

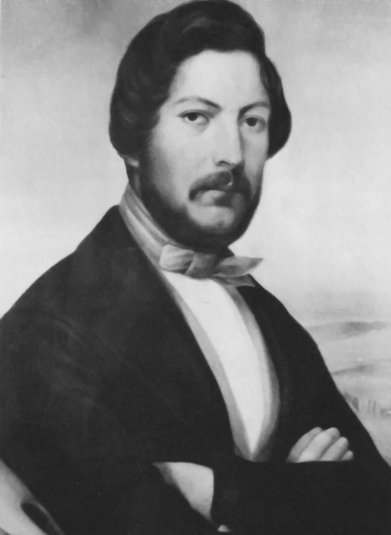
Andries Pretorius (1798–1853)

- Pretorius, Charl (* 1997), südafrikanischer Eishockeytorwart
- Pretorius, Dwaine (* 1989), südafrikanischer Cricketspieler
- Pretorius, Frans (* 1973), südafrikanischer Physiker
- Pretorius, Fredriech (* 1995), südafrikanischer Leichtathlet
- Pretorius, Giovanni (1972–2021), südafrikanischer Boxer
- Pretorius, Jackie (1934–2009), südafrikanischer Autorennfahrer
- Pretorius, Johannes (* 1994), südafrikanischer Hürdenläufer
- Pretorius, Kosie (1935–2017), namibischer Politiker (Monitor Action Group)
- Pretorius, Margo Chene (* 1994), südafrikanische Hammerwerferin
- Pretorius, Marthinus Wessel (1819–1901), burischer Politiker und erster Präsident der Südafrikanischen Republik
- Pretorius, Mignon (* 1987), südafrikanische Schachspielerin
- Pretorius, Philip Jacobus (1877–1945), südafrikanischer Elefantenjäger

### Pretr
- Prêtre, Georges (1924–2017), französischer Dirigent
- Prêtre, Jean-Gabriel (1769–1849), französisch-schweizerischer Tiermaler
- Prêtre, René (* 1957), Schweizer Herzchirurg und KinderarztRené Prêtre (* 1957)

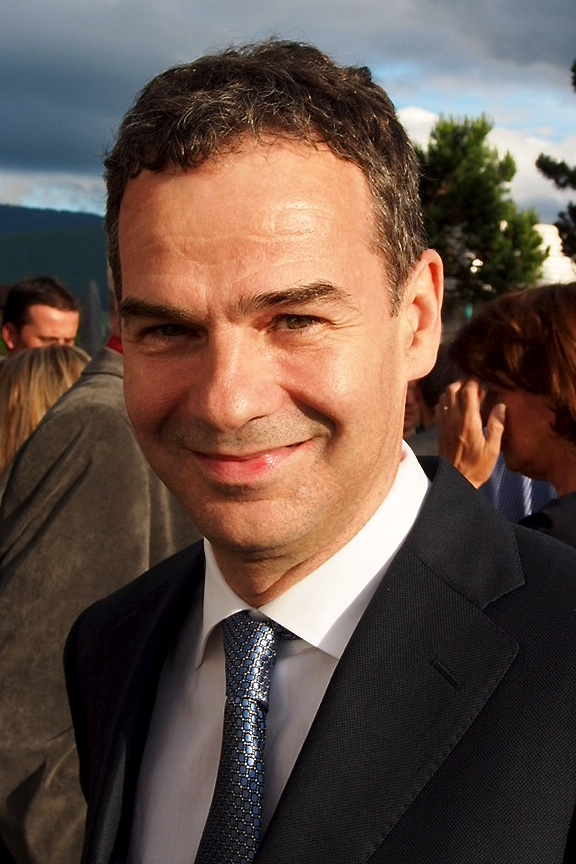
René Prêtre (* 1957)

### Prets
- Prets, Christa (* 1947), österreichische Politikerin (SPÖ), MdEP
- Pretsch, Paul (1808–1873), österreichischer gelernter Buchdrucker und der Erfinder der Fotogalvanografie
- Pretscheck, Jan (* 1981), deutscher Volleyballtrainer
- Pretschlaiffer, Erasmus († 1486), Stiftspropst von Berchtesgaden
- Pretschner, Alexander (* 1975), deutscher Informatiker
- Pretschner, Dietrich Peter (1938–2007), deutscher Nuklearmediziner, Informatiker und Hochschullehrer
- Pretschner, René (* 1962), deutscher Jazzmusiker (Piano, Komposition)

### Prett
- Prette Lissot, Reinaldo del (1952–2022), venezolanischer Geistlicher und römisch-katholischer Erzbischof von Valencia en Venezuela
- Prette, Cristian Sánchez (* 1985), argentinischer Fußballspieler
- Prette, Louis (* 1998), italienischer Autorennfahrer
- Prette, Philippe (* 1964), italienischer Unternehmer und Autorennfahrer
- Prettejohn, Viola (* 2003), britische Schauspielerin
- Pretten, Johannes (1634–1708), deutscher lutherischer Theologe und Pädagoge
- Prettenthaler, Franz (* 1972), österreichischer Sozialwissenschaftler
- Prettenthaler, Mark (* 1983), österreichischer Fußballspieler
- Pretterebner, Hans (1944–2024), österreichischer Journalist und Politiker (FPÖ), Abgeordneter zum Nationalrat
- Pretterer, Josef (* 1948), deutscher Figurenspieler und Kabarettist
- Pretterklieber, Bettina (* 1978), österreichische Triathletin
- Pretti, Angelo Carlos (* 1965), brasilianischer Fußballspieler
- Prettner, Beate (* 1965), österreichische Politikerin (SPÖ), Abgeordnete zum Kärntner Landtag
- Prettner, Franz (1843–1915), österreichischer Advokat und Politiker, Landtagsabgeordneter
- Prettner, Hanno (* 1951), österreichischer Flugmodellsportler
- Prettner, Veit (1846–1927), österreichischer Politiker
- Pretto, Eddy de (* 1993), französischer Sänger und Schauspieler
- Pretto, Mario (1915–1984), italienischer Fußballspieler und -trainer
- Pretty Lights (* 1981), US-amerikanischer Musiker
- Pretty Pink, deutsche Musikproduzentin und eine Deep-House DJPretty Pink
- Pretty, Adam, Sportfotograf

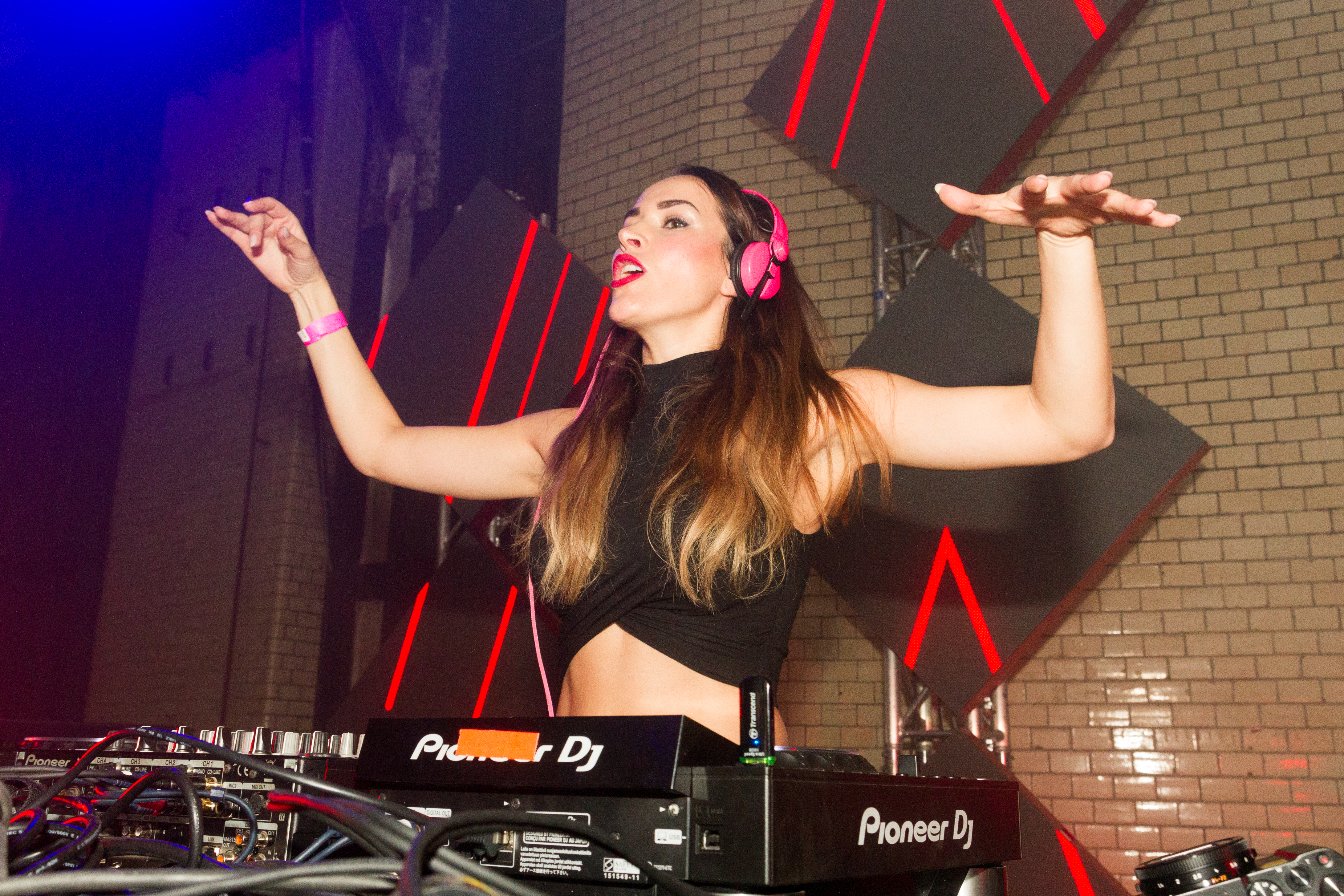
Pretty Pink

- Pretty, Donald (* 1936), kanadischer Ruderer
- Pretty, Edith (1883–1942), britische Landbesitzerin und Stifterin
- Pretty, Walter (1909–1975), britischer Offizier der Luftstreitkräfte des Vereinigten Königreichs

### Prety
- Pretyman, George T. (1845–1917), Offizier der British Army und Generalmajor der Britisch-Indischen Armee

### Pretz
- Pretz, Erich (1941–2018), deutscher Kommunalpolitiker (CDU)
- Pretz, Leo von (1898–1984), italienischer Politiker (Südtirol)
- Pretzel, Andreas (* 1961), deutscher Historiker und Autor
- Pretzel, Carl (1864–1935), deutscher Lehrer und Verbandsfunktionär
- Pretzel, Ernst (1887–1953), deutscher Politiker (NSDAP), MdR
- Pretzel, Ulrich (1898–1981), deutscher Germanist
- Pretzell, Diana (* 1971), deutsche Politikerin (Bündnis 90/Die Grünen)
- Pretzell, Lothar (1909–1993), deutscher Kunsthistoriker und Volkskundler
- Pretzell, Marcus (* 1973), deutscher Rechtsanwalt und Politiker (AfD), MdEPMarcus Pretzell (* 1973)

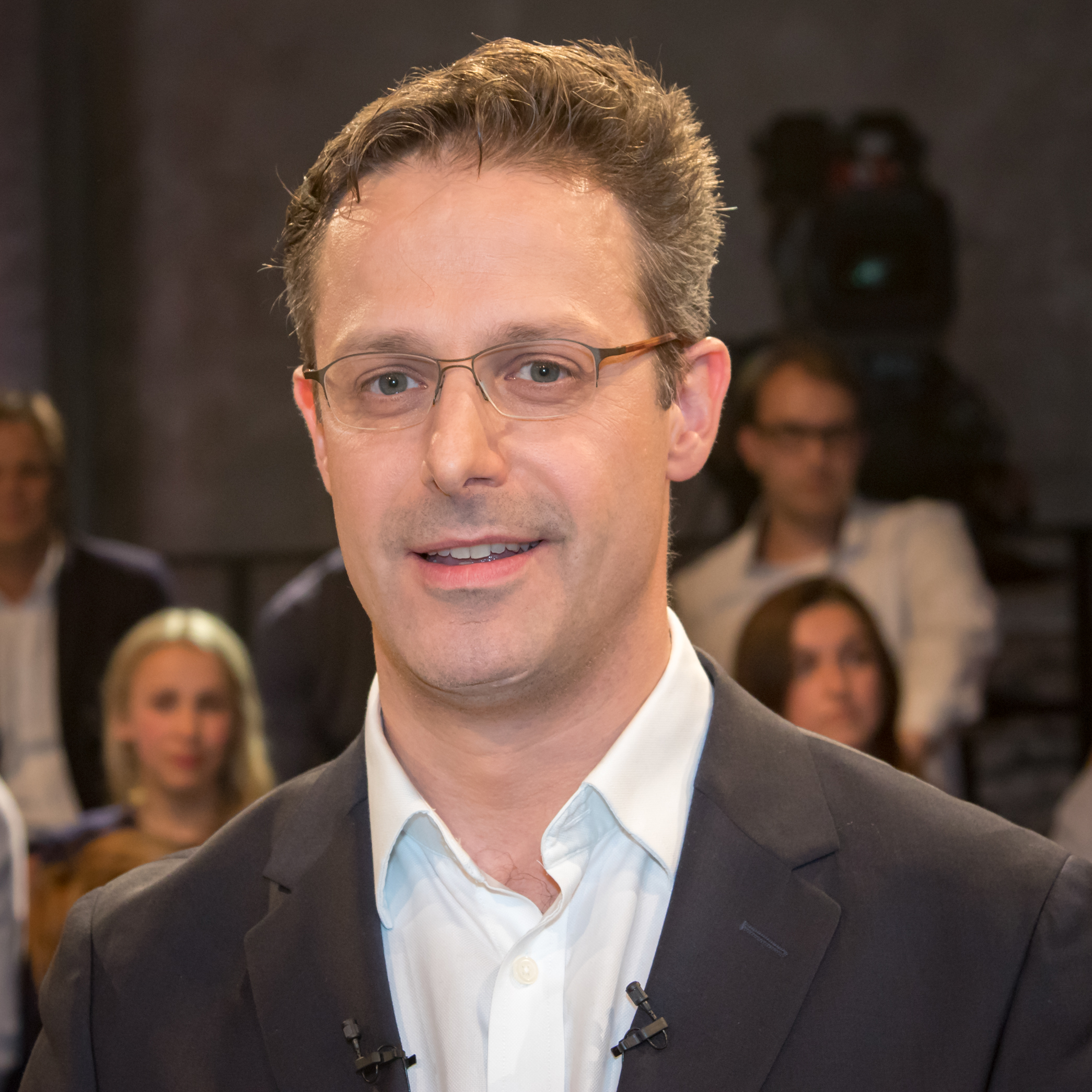
Marcus Pretzell (* 1973)

- Pretzfelder, Max (1888–1950), deutscher Zeichner, Maler und Kostümbildner
- Pretzl, Manuel (* 1975), deutscher Politiker (CSU)
- Pretzl, Otto (1893–1941), deutscher Orientalist
- Pretzl, Thomas (* 1975), deutscher Gewerkschafter
- Pretzlaff, Marlies (* 1943), deutsche Politikerin (CDU), MdB
- Pretzmann, Esben (* 1978), dänischer Schauspieler, Synchronsprecher, Drehbuchautor, Regisseur und Komiker
- Pretzmann, Gerhard (1929–2013), österreichischer Zoologe und Paläontologe am Naturhistorischen Museum Wien
- Pretzsch, Axel (* 1976), deutscher Tennisspieler
- Pretzsch, Hans-Jürgen (* 1950), deutscher Fußballspieler
- Pretzsch, Jürgen (1949–2014), deutscher Städtebauer und Grafiker
- Pretzsch, Karl (1863–1942), deutscher Bibliothekar und Autor
- Pretzsch, Karl (1896–1954), deutscher Politiker (SED) und OB von Halle an der Saale
- Pretzsch, Moritz (1885–1939), Neuruppiner Landschaftsmaler und Radierer
- Pretzsch, Ralf (* 1953), deutscher Fußballspieler
- Pretzschner, Oda (* 1971), deutsche Schauspielerin